# 卡内 (奥德省)
卡内（法語：Canet，法語發音：[kanɛ(t)] ⓘ）是法国奥德省的一个市镇，属于纳博讷区。

## 地理
卡内（43°13'43"N, 2°50'50"E）面积14.04 平方千米，位于法国奧克西塔尼大區奥德省，该省份为法国南部沿海省份，北起塔恩省，西北接上加龙省，西接阿列日省，南至东比利牛斯省，东临地中海，东北与埃罗省接壤。
与卡内接壤的市镇（或旧市镇、城区）包括：克吕斯卡德、莱济尼昂科比耶尔、帕拉扎、赖萨克多德、鲁比亚、米内尔瓦地区旺特纳克、维勒代涅。

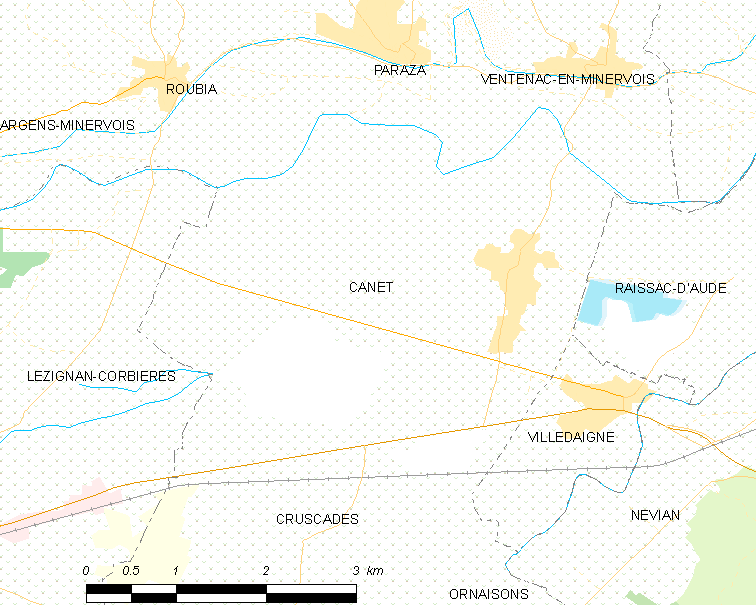
的OSM定位图

卡内的时区为UTC+01:00、UTC+02:00（夏令时）。

## 行政
卡内的邮政编码为11200，INSEE市镇编码为11067。

## 政治
卡内所属的省级选区为南密涅瓦县。

## 人口

1962-2008年间人口变化图示

卡内于2022年1月1日时的人口数量为1853人。